# Czerniec (województwo pomorskie)
Czerniec (niem. Gut Schwarzenfelde, kaszb.Czërniëc) – osada w Polsce położona w województwie pomorskim, w powiecie gdańskim, w gminie Trąbki Wielkie. 
Miejscowość wchodzi w skład sołectwa Czerniewo.
W latach 1975–1998 miejscowość administracyjnie należała do województwa gdańskiego.